# يوم المحاربين القدامى

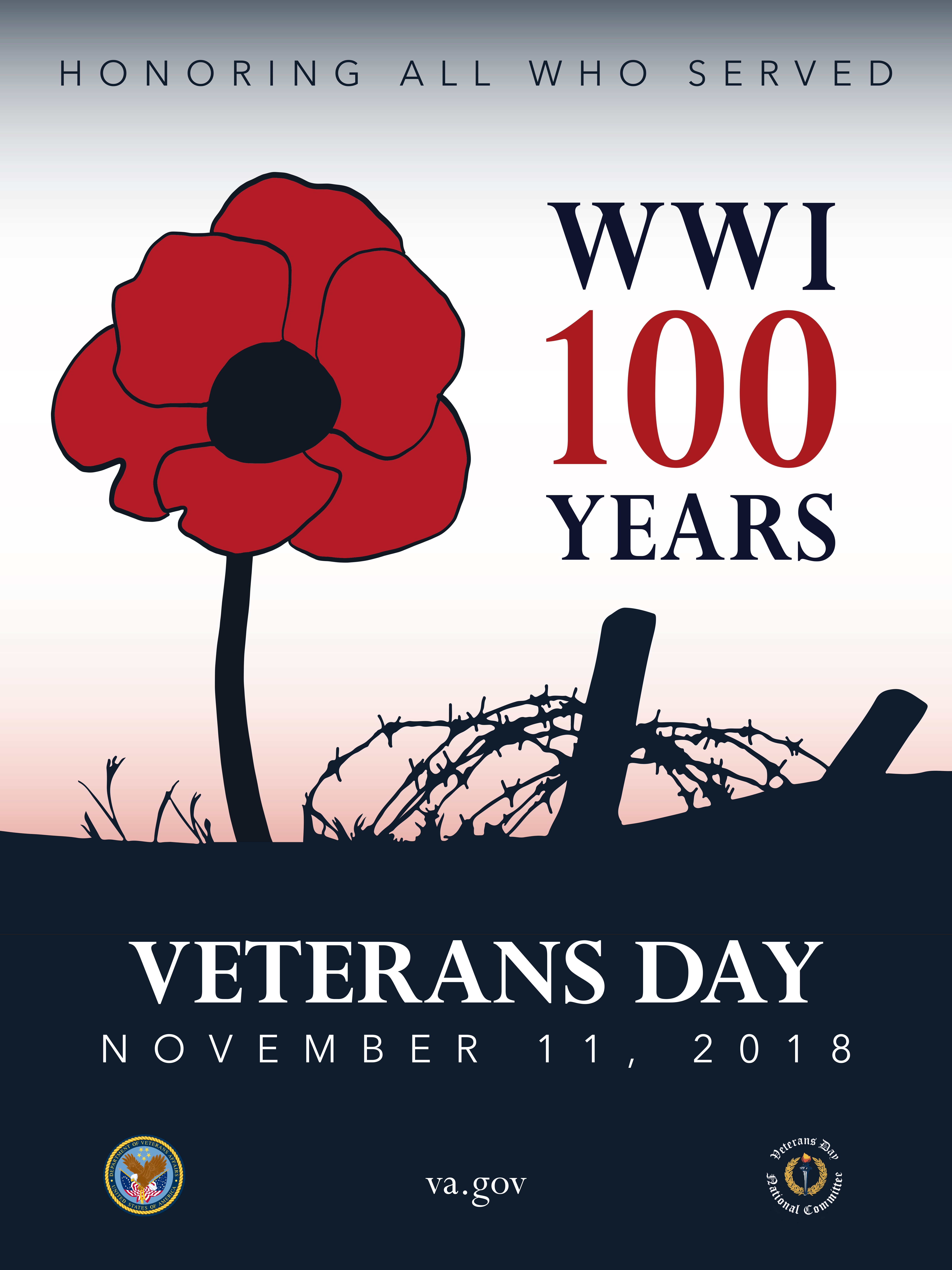
Poster for 2018 Veterans Day, on the occasion of the 100th anniversary of the end of الحرب العالمية الأولى

يوم المحاربين القدامى: يتم فيها تكريم العسكريين القدامى. وهي عطلة فدرالية تقام في 11 نوفمبر من كل عام. أيضا بمناسبة الذكرى السنوية لتوقيع اتفاقية الهدنة التي أنهت الحرب العالمية الأولى وأعمال القتال الرئيسية في الحرب العالمية وكانت رسميا في الساعة ال11 من اليوم ال11 من الشهر ال11 عام 1918 بعد توقيع ألمانيا للهدنة.

## التاريخ

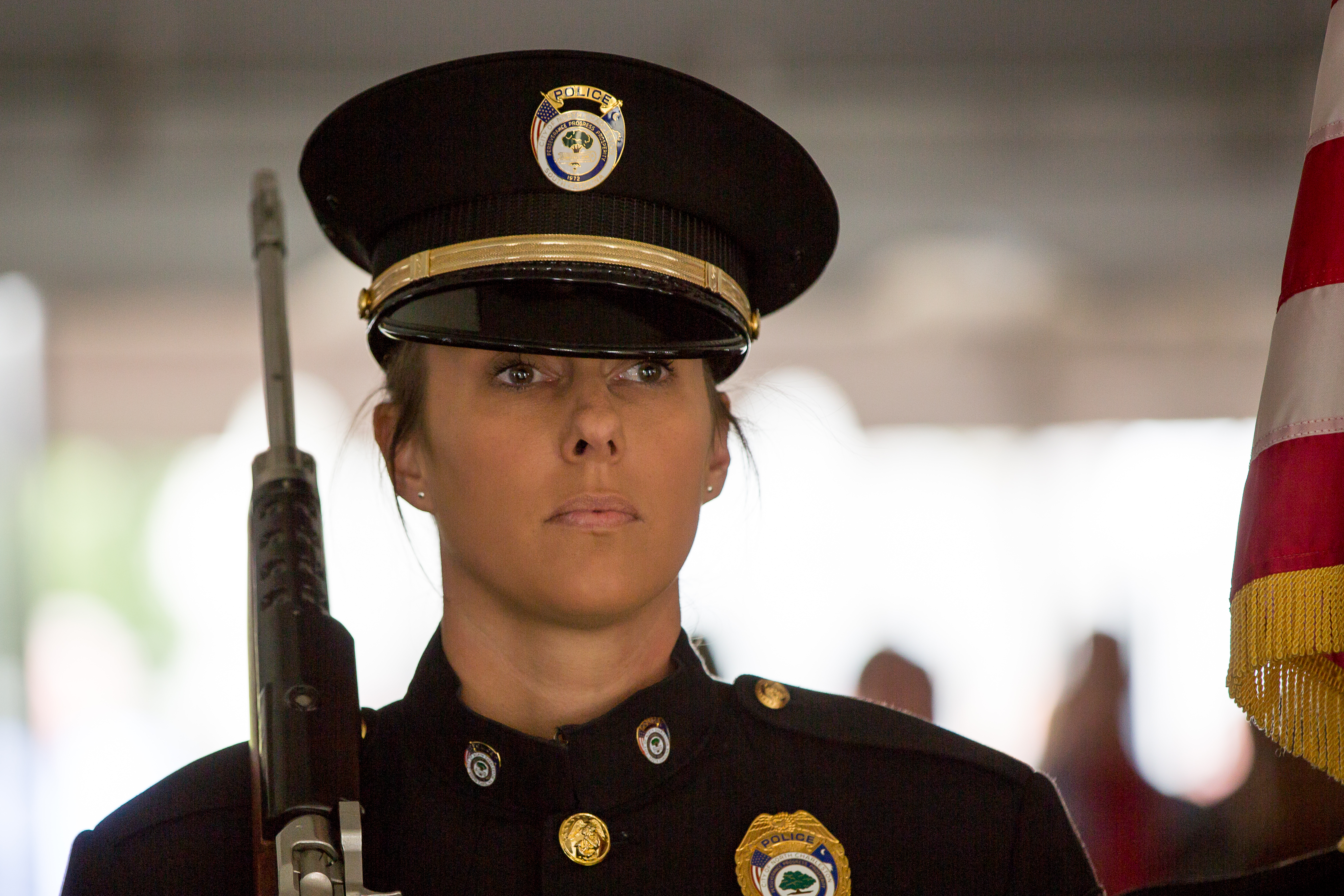
فتاة أثناء المشاركة في يوم المحاربين القدامى في نورث تشارلستون (2016)

و عند اعلانه العطلة الرسمية قال الرئيس وودرو ويلسون بتاريخ 11 نوفمبر سنة 1919 "بالنسبة لنا في أمريكا، سوف تكون انعكاسات يوم الهدنة اعتزاز رسمي ببطولة الذين لقوا حتفهم في خدمة البلاد وساعدو بلدهم للفوز، ونظرا لل الفرصة التي منحت أمريكا لإظهار تعاطها للسلام والعدالة في المجالس التابعة للأمم".و وافق الكونغرس على إصدار قانون يقر اليوم كعطلة رسمية بتاريخ 13 مايو 1938، في 11 نوفمبر من كل عام: "أن يخصص يوم لقضية السلام في العالم وسيحتفل به بعد ذلك، ويعرف باسم"يوم الهدنة". وكان تم اختيار الرئيس رونالد ريغان كأب ليوم المحاربين القدامى.
كان الكونغرس قد اقر القانون في 1 حزيران 1954، والاستعاضة عن عبارة «الهدنة» بدل «المحاربين القدامى»، وكان معروفاً بأنه منذ يوم المحاربين القدامى. وقد تم احداث جائزة سنوية باسم جائزة المحاربين القدامى سنة 1954.